# Абдуллинское городище
Абдуллинское городище (башк. Абдулла ҡаласығы) — археологический памятник, найденный в Башкортостане. Датируется от IV—III в. до н. э. до XIII—XIV в. н. э. Находится на высоком левом берегу реки Ай в 1,5 км к юго-востоку от д. Абдуллино Мечетлинского района.

## Находки
Открыто в 1980 году Ю. А. Морозовым, исследовано в 1984‑86 годах А. И. Лебедевым.
Памятник разрушен, сохранившийся участок (около 120 м) раскопан. Оборонительная система городища состояла из вала (высота — 2,1 м, ширина — 14 м) и рва (глубина — 1 м, ширина — 3 м). Первоначально вал имел высоту 1,25 м и ширину 6 м, столбовую конструкцию и был укреплён сверху глиняной обмазкой толщиной около 0,2 м.
На территории городища выявлена землянка прямоугольной формы. Керамика представлена сосудами гороховской культуры и неорнаментированной посудой эпохи Средневековья.
На городище найдены:
- Бронзовая колесовидная подвеска;
- Глиняные бусины, пряслице и фрагмент сопла от плавильной печи, относящиеся к гороховской культуре;
- Средневековые железные ножи, наконечник стрелы и поясная пряжка;
- Пастовые бусины и фрагмент костяного варгана.

Обнаружены небольшая литая железная подвеска (предположительно амулет) и фрагмент бронзовой зооморфной подвески (аналоги неизвестны). Памятник позволяет проследить этапы заселения Уфимского плато в эпоху раннего железного века и Средневековья. Материалы Абдуллинского городища хранятся в Музее археологии и этнографии и Национальном музее Республики Башкортостан.